# 11 Brygada Powietrznodesantowa

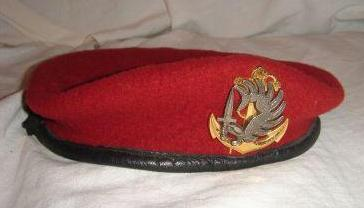
Czerwony beret spadochroniarza piechoty morskiej

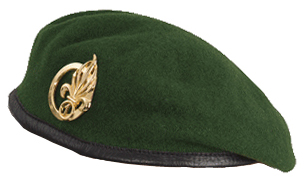
Beret Legii Cudzoziemskiej

11 Brygada Powietrznodesantowa (fr. 11e Brigade Parachutiste) – francuska jednostka wojskowa utworzona, podczas reformy armii w 1999 roku. W brygadzie służy i pracuje 8500 osób.

## Struktura

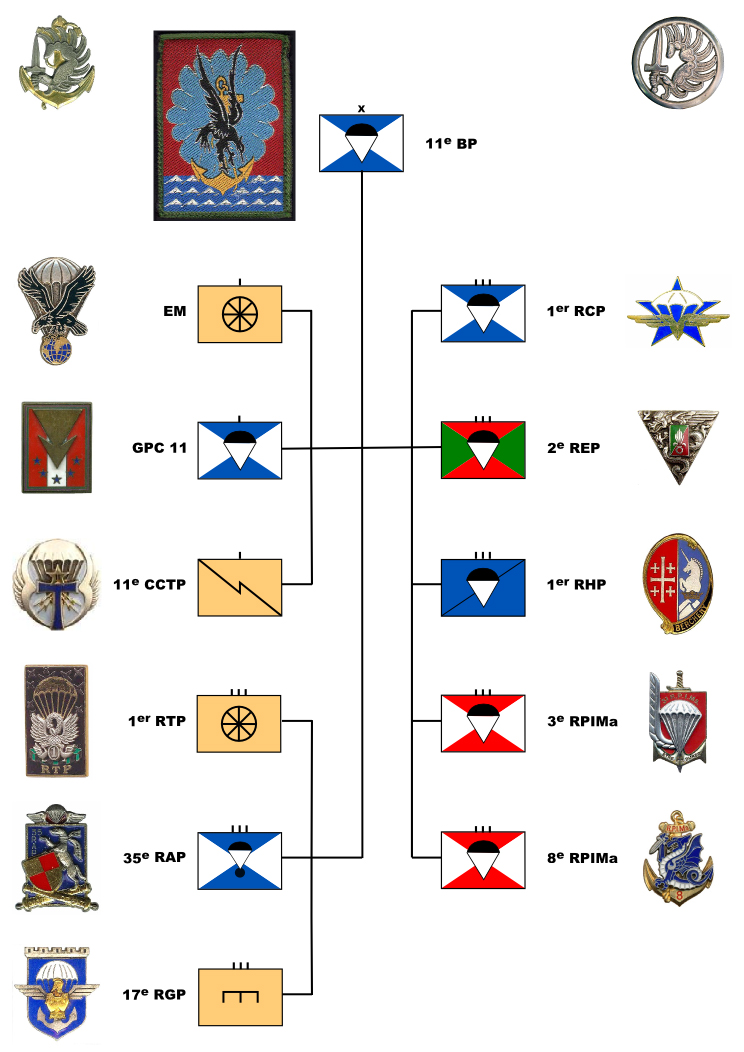
Wykres w 2011 roku z 11 Brygady Spadochronowej.

### Skład
- Kwatera główna w Balma
- 1 Pułk Powietrznodesantowy Szaserów (1er Régiment de Chasseurs Parachutistes) w Pamiers
- 1 Pułk Powietrznodesantowy Huzarów (1er Régiment de Hussards Parachutistes) w Tarbes
- 1er Régiment du Train Parachutiste w Tuluzie
- 2 Cudzoziemski Pułk Powietrznodesantowy (2e Régiment Étranger de Parachutistes) w Calvi
- 3 Pułk Powietrznodesantowy Piechoty Morskiej (3e Régiment Parachutiste d’Infanterie de Marine) w Carcassonne
- 8 Pułk Powietrznodesantowy Piechoty Morskiej (8e Régiment Parachutiste d’Infanterie de Marine) w Castres
- 17 Inżynieryjny Pułk Powietrznodesantowy (17e Régiment de Génie Parachutiste) w Montauban
- 35 Pułk Powietrznodesantowy Artylerii (35e Régiment d’Artillerie Parachutiste) w Tarbes
- 11e Compagnie de Commandement et de Transmissions Parachutiste w Balma

## Znak rozpoznawczy
Znakiem rozpoznawczym brygady jest czerwony beret, z wyjątkiem żołnierzy 2 pułku, należącego do Legii Cudzoziemskiej, noszących zielone berety.